# Jean-François Samlong
Pour les articles homonymes, voir Sam Long et Long.
Jean-François Samlong, nom de plume de Jean-François Sam-Long, son nom pour l'état civil, est un écrivain et poète français né en 1949 à Sainte-Marie, sur l'île de La Réunion, un département d'outre-mer dans le Sud-Ouest de l'océan Indien.

## Biographie
Né en juillet 1949 à Sainte-Marie, docteur ès lettres, Jean-François Samlong est dans un premier temps professeur de français. Puis il fonde en 1978 une maison d'édition appelée Union pour la défense de l'identité réunionnaise, ou UDIR.  Il en devient  président. Il est par ailleurs membre de l'Académie de La Réunion
Il a reçu le prix littéraire Charles-Brisset en 1992 pour La Nuit cyclone. Son roman paru en 2019, Un soleil en exil, qui porte sur l'affaire des enfants de la Creuse a été sélectionné pour le prix Médicis et a été finaliste du grand prix du roman métis 2020,. Il est récompensé par le prix littéraire Athéna 2021.

## Ouvrages

### Poésie
- Crucifixion, préface de Gilbert Aubry et illustration de Jean-Louis Chatonnet, chez l'auteur, 1977
- Le Voile d'Isis : Poésies réunionnaises avec Jean-Yves Grondin, Jean-Louis Chatonnet et Gérard Quelquejeu, éditions UDIR, 1978
- Valval, préface de Jean-Henri Azéma et illustration de Jean-Louis Chatonnet, Anchaing, 1980
- Le Cri du lagon, Anchaing, 1981
- Solèy do fé, éditions UDIR, 1990.

### Romans
- Le Bassin du Diable, Éditions NID, 1977
- Terre arrachée, chez l'auteur, 1982, prix de Madagascar
- Madame Desbassayns, Jacaranda, 1985, prix des Mascareignes –  (ISBN 978-2904470042)
- Pour les bravos de l'empire, Jacaranda, 1987
- Zoura, femme bon Dieu, Éditions Caribéennes, 1988
- La Nuit cyclone, Éditions Grasset, 1992
- L'Arbre de violence, Éditions Grasset, 1994. Prix de la Société des gens de lettres –  (ISBN 978-2246494010)
- Danse sur un volcan, Ibis Rouge, 2001
- Le Nègre blanc de Bel Air, Serpent à plumes, 2002 –  (ISBN 978-2842613488)
- L'Empreinte française, Éditions du Rocher, 2005 –  (ISBN 978-2268053318)
- Une guillotine dans un train de nuit, Gallimard, coll. « Continents noirs », 2012  (ISBN 978-2070138661)
- En eaux troubles, Gallimard, coll. « Continents noirs », 2014
- Hallali pour un chasseur, Gallimard, coll. « Continents noirs », 2015  (ISBN 978-2-07-014986-5)
- Un soleil en exil, Gallimard, coll. « Continents noirs », 2019  (ISBN 978-2-07-285314-2)[5]

### Photographie
- Visages de mon île, Anchaing, 1979.
- L'Île insolite d'un jardin créole, Éditions Surya, 2011.
- Le Volcan ou la fusion des images, préface de Jean-Noël Schifano, éditions Surya & UDIR, 2014.
- Vues intérieures, photographies de François-Louis Athénas, Epica, 2015. Vues intérieures ou scènes de la vie créole.
- La Ceinture bleue, éditions Surya & Udir, 2016.
- Ailes blanches, ailes noires, préface de Georges-Olivier Châteaureynaud, éditions Surya & UDIR, 2018.
- La Réunion et Mayotte, préface de Pierrette Fleutiaux, éditions UDIR, 2019.

### Anthologie
- Poésie réunionnaise 1900-1980 (en collaboration avec Gilbert Aubry, Saint-Denis, 1980
- L'Île-Femme, poésie réunionnaise au féminin, éditions UDIR, 1987
- Anthologie du roman réunionnais, éditions Seghers, 1992
- Littérature réunionnaise au collège (en collaboration avec Evelyne Pouzalgues), coédition CRDP de La Réunion et Océan éditions, 2003
- Anthologie de la littérature réunionnaise (en collaboration avec Agnès Antoir, Marie-Claude David Fontaine, Félix Marimoutou, Evelyne Pouzalgues), Paris, Nathan, 2004.

### Essais et études critiques
- Magie des arbres de La Réunion, Anchaing, 1984
- De l'élégie à la Créolie, éditions UDIR, 1989
- Le Roman du marronnage, éditions UDIR, 1990
- Entre ciel et mer, l'île, éditions Paroles d'Aube, 1993
- Le Défi d'un volcan, Stock, 1993 –  (ISBN 978-2234025578)
- Les Engagés malgaches à La Réunion, éditions CNH, 1995
- Les Mots à nu, éditions UDIR, 2000
- La Crise de l'outre-mer français (en collaboration avec Suzanne Dracius et Gérald Théobald), L'Harmattan, 2009.

### Littérature jeunesse
- Kafdor, Ibis Rouge, 2004
- Une île ou Séduire Virginie, Éditions L'Harmattan, 2007 –  (ISBN 978-2296045668)
- Noélie et la Croix du sud, illustration de Céline Ménard, éditions Orphie, 2008
- Zabeth et le monstre de feu, illustration de Raphaëlle Lennoz, Desnel Jeunesse, 2008
- Noélie et le train tuit-tuit,  illustration de Céline Ménard, éditions Orphie, 2010.

## Prix et distinctions
- 2014 :  Chevalier de l'ordre national du Mérite (14 mai 2014)
- 2023 :  Chevalier de l'ordre des Arts et des Lettres[6]
- Prix littéraires 
  - 1992 : prix littéraire Charles-Brisset pour La Nuit cyclone
  - 2021 : prix Athéna pour Un Soleil en exil.